# Mogum jezik
Mogum jezik (ISO 639-3: mou; mogoum), afrazijski jezik istočnočadske skupine, kojim govori oko 7 000 ljudi (1997 SIL) u čadskoj regiji Guéra, departman Guéra. Ima više dijalekata: jegu, koffa (kofa), mogum déle, mogum diguimi i mogum urmi.
Mogum pripada uz još sedam jezika jezičnoj podskupini dangla-migama.

## Vanjske poveznice
- Ethnologue (14th)
- Ethnologue (15th)